# Balognathidae
Prioniodidae, Prioniodontidae
Famille
Synonymes
- †Prioniodidae Ulrich & Bassler, 1926
- †Prioniodontidae Ulrich & Bassler, 1926

Les Balognathidae forment une famille fossile de conodontes appartenant à l'ordre fossile des Prioniodontida, encore appelés « conodontes complexes ».
Les fossiles des espèces des différents genres ont été trouvées dans des terrains datant du Paléozïque partout dans le monde.

## Classification
La famille des Balognathidae est décrite en 1959 par le paléontologue et géologue américain Wilbert H. Hass (1906-1959),.

### Synonymes
Selon Paleobiology Database en 2024, cette famille fossile a deux synonymes :
- †Prioniodidae Ulrich & Bassler, 1926
- †Prioniodontidae Ulrich & Bassler, 1926

### Fossiles
Selon Paleobiology Database en 2024, le nombre de collections de fossiles référencées est de 830 collections

## Genres
Selon Paleobiology Database en 2024, le nombre de genres fossiles référencés est de vingt-trois :
- †Amorphognathus Branson & Mehl, 1933
- †Baltoniodus Lindström, 1971
- †Birksfeldia Orchard, 1980
- † Bryantodus
- †Complexodus Dzik, 1976
- †Eoneoprioniodus

* †Eoplacognathus Hamar, 1966[réf. nécessaire]
- † Euprioniodina
- †Icriodella
- †Lenodus
- † Lonchodina
- † Lonchodus
- † Multidentodus

* †Notiodella Aldridge, Murdock, Gabbott & Theron, 2013[réf. nécessaire]
- †Pranognathus
- †Prioniodus
- †Promissum Kovacs-Endrody, 1986

* †Polyplacognathus Stauffer, 1935[réf. nécessaire]
- †Pterospathodus
- †Reutterodus
- †Rhodesognathus Bergström & Sweet, 1966

* †Sagittodontina Knüpfer, 1967[réf. nécessaire]
- †Stiptognathus
- † Subprioniodus
- † Synprioniodina
- †Tetraprioniodus
- †Trapezognathus

## Phylogénie
Les Balognathidae sont le taxon frère des Polyplacognathidae au sein du clade des Prioniodontida.

### Publication originale
- [1959] (en) Wilbert H. Hass, « Conodonts from the Chappel limestone of Texas », USGS Numbered Series, U. S. Geological Survey, 294e série,‎ 1959, p. 365-399; 1 chart;1 table (DOI 10.3133/pp294J). .